# Rindengrund
Der Bach aus dem Rindengrund ist ein etwa 1,5 Kilometer langer, nördlicher und orographisch rechter Zufluss der  Itter im südhessischen Odenwaldkreis.

## Geographie

### Verlauf
Der Bach aus dem Rindengrund entspringt an der Grenze der Gemarkung der zu Oberzent gehörenden Stadtteile Unter-Sensbach  und Ober-Sensbach auf einer Höhe von etwa 257 m ü. NHN östlich des Wildfrauensteins in einem Mischwald. Der Bach markiert bis zu seiner Mündung die Grenze zwischen diesen beiden Stadtteilen.

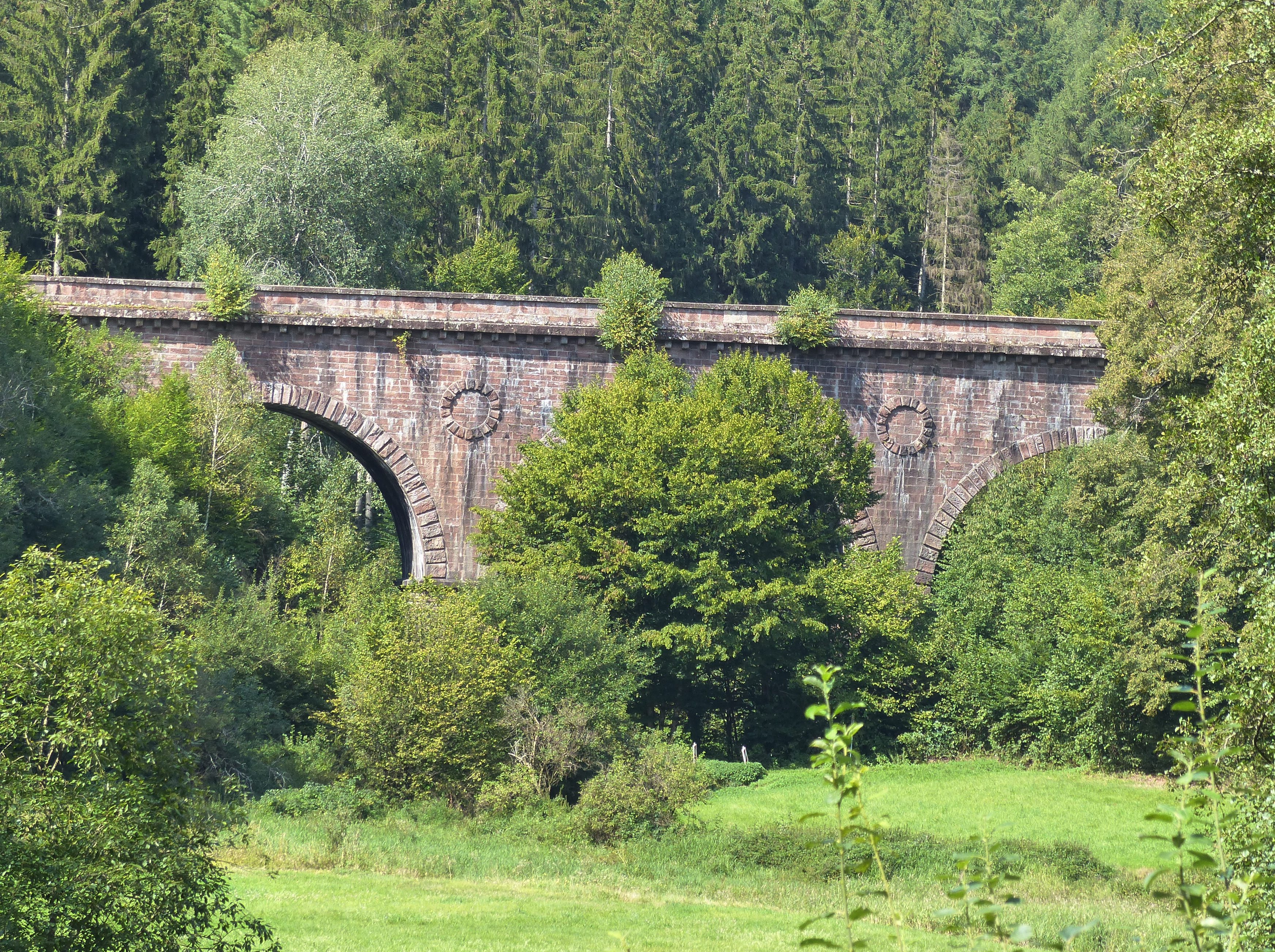
Das Rindengrundviadukt

Der Bach fließt in südsüdöstlicher Richtung zunächst an der auf seiner linken Seite liegenden Großen Müllersdelle und kurz danach an der Kleinen Müllersdelle entlang. Dann zieht er durch das enge Kerbtal Rindengrund.
Er  unterquert noch das Rindengrundviadukt  der Odenwaldbahn und mündet schließlich nordöstlich gegenüber dem  Eberbacher Stadtteil Friedrichsdorf auf einer Höhe von ungefähr 207 m ü. NHN von rechts in einen Nebenarm der aus dem Nordosten heranziehenden Itter.
Der 1,5 km lange Lauf des Bachs aus dem Rindengrund endet ungefähr 50 Höhenmeter unterhalb seiner Quelle, er hat somit ein mittleres Sohlgefälle von etwa 33 ‰.

### Einzugsgebiet
Das 7,738 km² große Einzugsgebiet des Bachs aus dem Rindengrund liegt im Sandsteinodenwald und wird durch ihn über die Itter, den Neckar und den Rhein zur Nordsee entwässert.
Das Einzugsgebiet ist fast vollständig bewaldet. Die höchste Erhebung ist der Falkenberg mit einer Höhe von 546,1 m ü. NHN im Nordwesten des Einzugsgebiets.

## Natur und Umwelt
Der Bach aus dem Rindengrund verläuft durch das SG Vogelschutzgebiet Südlicher Odenwald und durch das SG FFH-Gebiet Euterbach und Itterbach mit Nebenbächen.